# رمز کثیف

نمادهای گرافیکی بالا مشابه کلیدی برای رمز کثیف به کار می‌رود

رمز کثیف (به انگلیسی: Pigpen cipher) که از آن با عنوان رمز ماسونی، عدد صفر ماسونی، رمز ناپلئون و رمز دوز بازی یا چهارخانه بازی (بازی کودکان) نام برده شده، یک رمز تعویض ساده هندسی است امکان تبادل حروف و علامت‌های موجود در یک شبکه را فراهم می‌کند.

## شیوه رمزگذاری
مبنای رمز کثیف سیستمی ساده از نمادها است. به این شکل که برای هر حرف از جدول الفبا یک نماد با ویژگی هندسی اختصاص داده شده و در نوشتار، به‌جای حرف، آن نماد جایگزین می‌شود. شیوه‌ای که امروزه در بازی‌های هوش کودکان نیز به چشم می‌خورد.

## تاریخچه
زمان دقیق خلق رمز کثیف مشخص نیست، اما گمان می‌رود که زمان بکار گیری این روش رمزگذاری قرن هجدهم میلادی باشد. در این قرن تغییراتی از سوی انجمن سری چلیپای گلگون، وابسته به جریان فراماسونری در ساختار رمز کثیف اعمال شده و در تاریخ‌نگاری، ارتباط‌های بین رهبران شبکه فراماسونری از آن استفاده می‌شد. رمز کثیف حتی بر روی سنگ قبر فراماسون‌های دفن شده در قبرستان قدیمی نیویورک که در سال ۱۶۹۷ افتتاح شده نیز به چشم می‌خورد. همچنین در مکاتبات ارتش جورج واشنگتن در جنگ داخلی آمریکا و همچنین نامه‌های برخی زندانیان اتحادیه (جنگ داخلی آمریکا) در زمان ایالات مؤتلفه آمریکا نیز از رمز کثیف استفاده شده‌است.

## مثال
با استفاده از علائم رمز کثیف، عبارت انگلیسی "X MARKS THE SPOT"، به معنای "ایکس، علامت موقعیت" به شکل زیر درج خواهد شد. 